# Чиликино
Чиликино — деревня в городском округе Озёры Московской области России. Население — 2 чел. (2015).

## Население
| 1852 | 1859 | 1890 | 1926 | 2002 | 2006 | 2010 |
| ---- | ---- | ---- | ---- | ---- | ---- | ---- |
| 113  | ↘110 | ↗117 | ↗123 | ↘7   | ↘3   | ↗4   |
| 2015 |      |      |      |      |      |      |
| ↘2   |      |      |      |      |      |      |

## География
Расположена в северной части района, примерно в 18 км к северо-западу от центра города Озёры, на левом берегу впадающей в Москву реки Коломенки. В деревне две улицы — Лесная и Родниковая. Ближайший населённый пункт — деревня Бардино.

## История
В «Списке населённых мест» 1862 года Чиликина — владельческая деревня 2-го стана Коломенского уезда Московской губернии по правую сторону Каширского тракта из Коломны, в 24 верстах от уездного города, при колодце, с 13 дворами и 110 жителями (55 мужчин, 55 женщин).
По данным на 1890 год входила в состав Куртинской волости Коломенского уезда, число душ составляло 117 человек.
В 1913 году — 22 двора.
По материалам Всесоюзной переписи населения 1926 года — деревня Сафонтьевского сельсовета Куртинской волости, проживало 123 жителя (58 мужчин, 65 женщин), насчитывалось 25 крестьянских хозяйств.
С 1929 года — населённый пункт в составе Озёрского района Коломенского округа Московской области, с 1930-го, в связи с упразднением округа, — в составе Озёрского района Московской области.
В 1939 году Сафонтьевский сельсовет был упразднён, деревня передана в Ледовский сельсовет, преобразованный в Боково-Акуловский сельсовет в 1954 году.
В 1959 году, в связи с упразднением Озёрского района, Чиликино вошло в состав Коломенского района. В 1960 году Боково-Акуловский сельсовет ликвидирован и селение передано Гололобовскому сельсовету.
В 1970 году Чиликино из Гололобовского сельсовета Коломенского района было передано Бояркинскому сельсовету Озёрского района.
С 1994 по 2006 год — деревня Бояркинского сельского округа Озёрского района.